# صدای دلچسب رعد (فیلم)
صدای دلچسب رعد (به انگلیسی: Delicate Sound of Thunder) نام اجراهای زندهٔ پینک فلوید از تور  لغزش آنی در عقل می‌باشد که به صورت یک فیلم منتشر شد.برای ساخت این فیلم عمدتاً از اجراهایی استفاده شده‌است که در دوره زمانی ۱۹ آگوست تا ۲۳ آگوست ۱۹۸۸ در نیویورک به نمایش در آمد.این فیلم تنها در دو قالب‌بندی وی‌اچ‌اس و لوح‌فشردهٔ لیزری منتشر شد و هرگز نسخه‌ای از ان در قالب دی‌وی‌دی منتشر نشد.

## لیست آهنگ‌ها
1. «بدرخش ای الماس مجنون (بخش اول)» (واترز/رایت/گیلمور)
2. «نشانه‌های حیات» (گیلمور/ازرین)
3. «آموختن پرواز» (گیلمور/مور/ازرین/کرین)
4. «اندوه» (گیلمور)
5. «سگ‌های جنگ» (گیلمور/مور)
6. «هنگام روی برگرداندن» (گیلمور/مور)
7. «یه روز از این روزها» (گیلمور/میسون/واترز/رایت)
8. «زمان» (گیلمور/میسون/واترز/رایت)
9. «پا به فرار» (گیلمور/واترز)
10. «کنسرتی بزرگ در آسمان» (رایت)
11. «کاش این‌جا بودی» (واترز/گیلمور)
12. «ما و آن‌ها» (واترز/رایت)
13. «پول» (واترز) آمریکا تنها برای انتشار در امریکا
14. «بی‌حس و راحت» (گیلمور/واترز)
15. «یک لغزش» (گیلمور/مانزانرا)
16. «بدو بزن به چاک» (گیلمور/واترز)
17. «بدرخش ای الماس مجنون (بخش دوم تا پنجم)» (فقط بخش بی‌کلام)

## آهنگ‌های از لیست خارج شده
آهنگ‌های زیر در تورهای آلبوم لغزش آنی در عقل اجرا می‌شدند اما در این فیلم قرار نگرفتند:
- «باز هم فیلمی دیگر»
- «دور و اطراف»
- «ماشین نو»
- «یخ‌بندان نهایی»
- «به ماشین خوش‌آمدی»
- «پول» (PAL version)
- «آجری دیگر در دیوار ۲»
- «پا به فرار»

بیشتر این آهنگ‌ها را می‌توان در آلبوم زنده‌ای با همین نام جستجو کرد.

## دست‌اندرکاران

### پینک فلوید
- دیوید گیلمور - گیتار ، خواننده
- نیک میسون - درامز
- ریچارد رایت - کیبورد ، خواننده

### سایر موسیقیدانان
- تیم رنویک - گیتار ، خواننده
- جان کرین - کیبورد
- اسکات پیج - ساکسفون
- گای پرت - بیس ،خواننده
- گری والیس - سازهای کوبه‌ای
- مارگارت تیلور - خوانندهٔ زمینه
- ریچل فاری - خواننده زمینه
- دورگا مکبروم - خواننده زمینه